# Jean, prins av Luxemburg
Jean av Luxemburg (Jean Félix Marie Guillaume), född 15 maj 1957 i Betzdorf i Luxemburg, är en luxemburgsk prins. Han är andre son till Jean, storhertig av Luxemburg och Josephine Charlotte av Belgien, storhertiginna av Luxemburg och yngre bror till Henri av Luxemburg.
26 september 1986 avsade han sig arvsrätten till Luxemburgs tron.